# WTA Tour Championships 2011
Il WTA Tour Championships 2011 (conosciuto anche come Sony Ericsson Championships) si è giocato ad Istanbul, in Turchia dal 25 al 30 ottobre. Il torneo si è tenuto al Sinan Erdem Spor Salonu.
Il Masters femminile, dotato di un montepremi di 4.550.000 dollari, vede in campo le migliori otto giocatrici di singolare della stagione. Sono divise in due gironi (con la formula del round robin).

## Qualificate

### Singolare
Il 5 settembre Caroline Wozniacki e Marija Šarapova sono state le prime giocatrici a qualificarsi per il torneo.
| Classifica singolare (al 24 ottobre 2011) | Classifica singolare (al 24 ottobre 2011) | Classifica singolare (al 24 ottobre 2011) | Classifica singolare (al 24 ottobre 2011) | Classifica singolare (al 24 ottobre 2011) | Classifica singolare (al 24 ottobre 2011) |
| Ranking                                   | Giocatrice                                | Punti                                     | Tornei                                    | Data qualificazione                       |                                           |
| ----------------------------------------- | ----------------------------------------- | ----------------------------------------- | ----------------------------------------- | ----------------------------------------- | ----------------------------------------- |
| 1                                         | Caroline Wozniacki                        | 7,395                                     | 21                                        | 5 settembre                               |                                           |
| 2                                         | Marija Šarapova                           | 6,370                                     | 14                                        | 5 settembre                               |                                           |
| 3                                         | Petra Kvitová                             | 5,970                                     | 18                                        | 1º ottobre                                |                                           |
| 4                                         | Viktoryja Azaranka                        | 5 750                                     | 19                                        | 1º ottobre                                |                                           |
| 5                                         | Li Na                                     | 5,351                                     | 17                                        | 5 ottobre                                 |                                           |
| 6                                         | Vera Zvonarëva                            | 5,190                                     | 20                                        | 9 ottobre                                 |                                           |
| 7                                         | Samantha Stosur                           | 5,115                                     | 20                                        | 9 ottobre                                 |                                           |
| 8                                         | Agnieszka Radwańska                       | 4,940                                     | 19                                        | 21 ottobre                                |                                           |

Caroline Wozniacki ha vinto 6 titoli nel 2011

Caroline Wozniacki ha vinto 6 titoli in singolare nel corso dell'anno, più di ogni altra giocatrice. Ha iniziato l'anno con una la sconfitta nell'International Medibank Sydney contro Dominika Cibulková. Ha poi raggiunto tre finali consecutive al Dubai Tennis Championships battendo Svetlana Kuznecova 6-1, 6-3, al Qatar Ladies Open perdendo contro Vera Zvonarëva 4-6, 4-6, e ad Indian Wells battendo Marion Bartoli 6-1, 2-6, 6-3. Il titolo terzo è arrivato nella Family Circle Cup, dove ha vinto contro Elena Vesnina 6-2, 6-3. Ha poi perso con Julia Görges 6-7 (3-7), 3-6 al Porsche Tennis Grand Prix. I titoli numero 4 e 5 sono stati il Brussels Open dove ha sconfitto Peng Shuai 2-6, 6-3, 6-3, e il suo torneo di casa: il Danish Open dove ha sconfitto Lucie Šafářová 6-1, 6-4. Nella stagione estiva perde 3 partite consecutivamente prima di vincere il New Haven Open at Yale contro Petra Cetkovská 6-4, 6-1 per la 4ª volta consecutiva. Nei tornei del Slam, Wozniacki ha raggiunto le semifinali degli Australian Open e lo US Open, perdendo contro Li Na (3-6, 7-5, 6-3 dopo aver fallito un match point) e Serena Williams (6-2, 6-4) rispettivamente. Ha perso nel terzo turno del Open di Francia contro Daniela Hantuchová per 6-1, 6-3 e al quarto turno di Wimbledon contro Dominika Cibulková per 1-6, 7-6 (7-5), 7-5. Questa è la sua terza apparizione alla manifestazione, con il suo miglior risultato raggiunto nel 2010 quando arrivò alla finale.

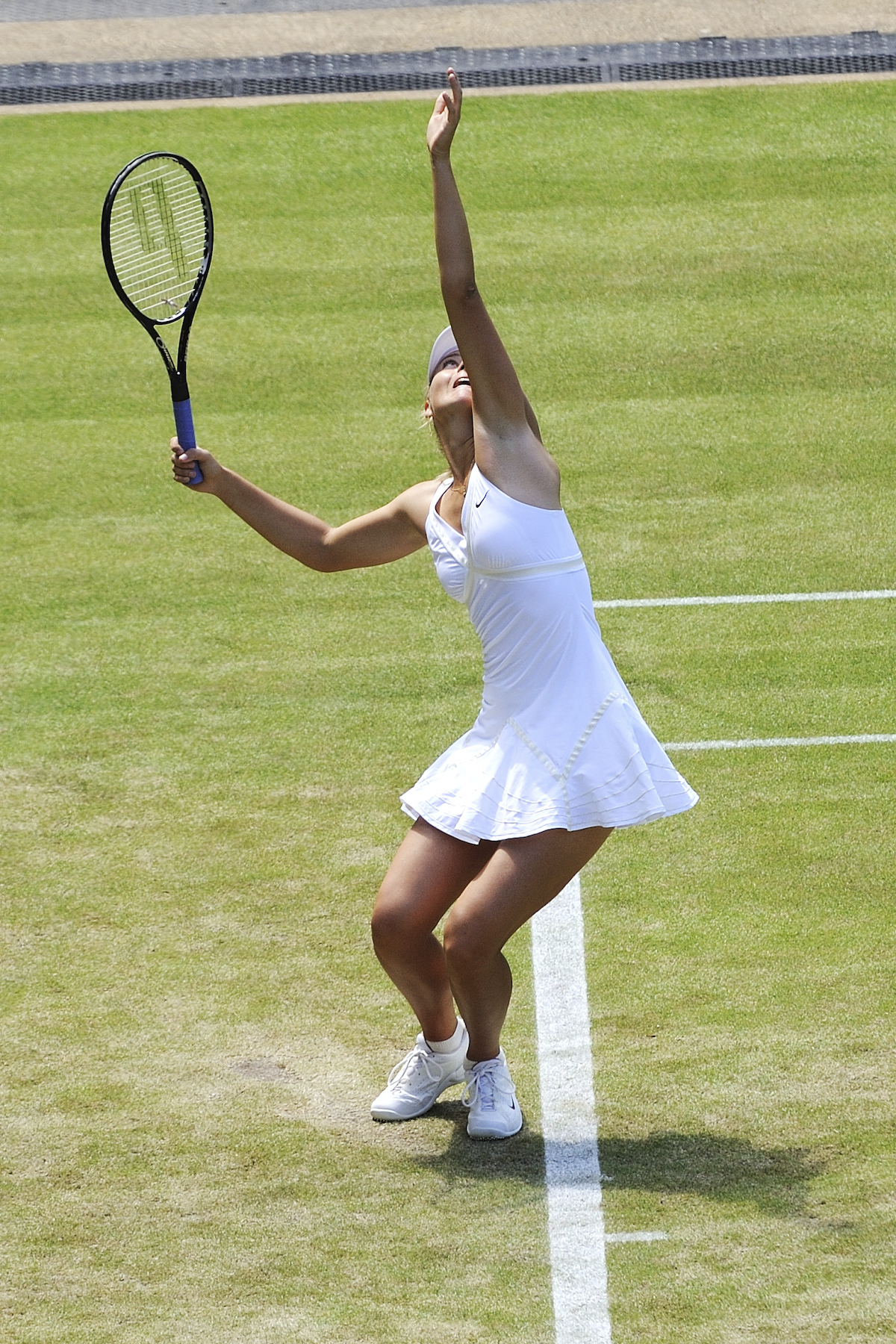
Marija Šarapova ha raggiunto la finale del torneo di Wimbledon

Marija Šarapova ha recuperato parte della sua forma prima dell'infortunio durante tutto l'anno vincendo due titoli di categoria Premier-5. Sharapova è stata incoronata sulla terra rossa degli Internazionali BNL d'Italia battendo la numero 1 del mondo Caroline Wozniacki 7-5, 6-3 in semifinale e la sesta testa di serie Samantha Stosur 6-2, 6-4 in finale. Il suo secondo titolo è arrivato al Western & Southern Open, dove ha sconfitto l'ex numero 1 del mondo Jelena Janković 4-6, 7-6 (7-3), 6-3 in due ore e 49 minuti, nel match più lungo del WTA Tour quest'anno. Ha raggiunto 2 finali: una al Sony Ericsson Open, perdendo contro Viktoryja Azaranka 1-6, 4-6 e l'altra al Torneo di Wimbledon, perdendo contro Petra Kvitová 3-6, 4-6. Questa è stata anche la sua prima finale in un torneo del Grande Slam da quando vinse l'Australian Open 2008. Negli altri Slam, Sharapova ha raggiunto le semifinali degli Open di Francia, perdendo contro la futura campionessa Li Na 4-6, 5-7. È uscita nel quarto turno dell'Australian Open perdendo per 2-6, 3-6 contro Andrea Petković, e al terzo turno degli US Open, battuta da Flavia Pennetta 3-6, 6-3, 4-6. Questa è la prima apparizione al Masters dal 2007. Maria non ha mai perso prima delle semifinali nelle sue precedenti quattro apparizioni. Il suo miglior risultato lo raggiunse al suo debutto quando conquistò il titolo battendo in finale Serena Williams nel 2004.
Il 1º ottobre Petra Kvitová e Viktoryja Azaranka si sono qualificate al Masters di fine anno.

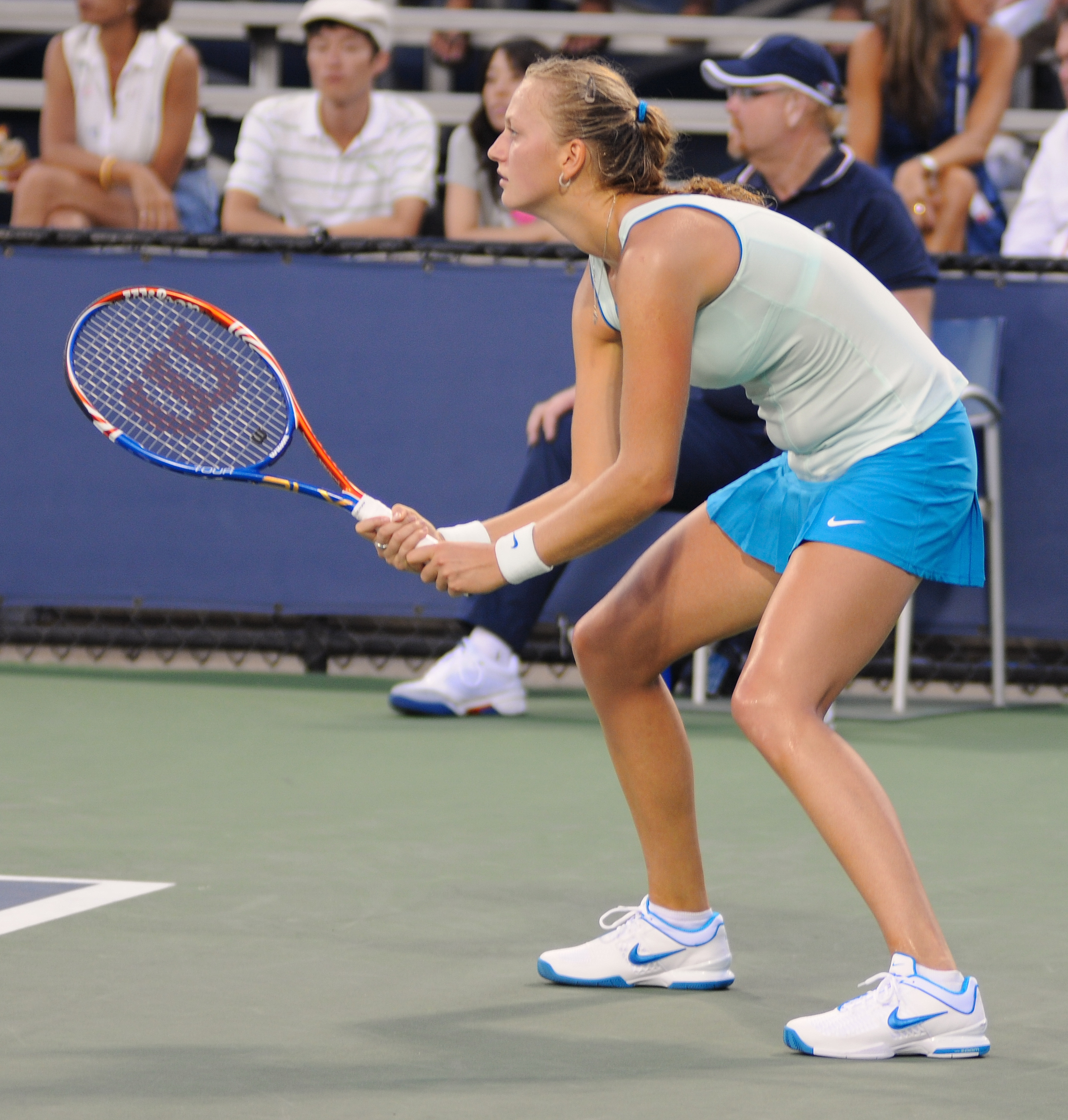
Petra Kvitová ha vinto il torneo di Wimbledon

Petra Kvitova ha giocato la sua migliore stagione vincendo cinque titoli. Ha cominciato l'anno vincendo l'International Brisbane, sconfiggendo Andrea Petković 6-1, 6-3. Ha poi raggiunto i quarti di finale agli Australian Open, battendo la testa di serie nº 5 Samantha Stosur 7-6 (7-5), 6-3 nel terzo turno prima di perdere contro Vera Zvonarëva 2-6, 4-6. Ha poi vinto l'Open GDF Suez, sconfiggendo Kim Clijsters 6-4, 6-3. Ha poi perso 4 delle 5 partite successive prima di vincere il Mutua Madrid Open sconfiggendo Viktoryja Azaranka 7-6 (7-3), 6-4 in finale. Più tardi, ha perso nel quarto turno degli Open di Francia contro la futura campionessa Li Na 2-6, 6-1, 6-3. Ha poi raggiunto la finale dell'AEGON International, perdendo contro Marion Bartoli 1-6, 6-4, 5-7. Il suo titolo più significativo è arrivato con la vittoria del Torneo di Wimbledon battendo Marija Šarapova 6-3, 6-4 in finale. Dopo il trionfo, ha perso sempre al terzo turno contro Andrea Petković nei tornei delle US Open Series 2011, prima di diventare la prima campionessa di Wimbledon a perdere al primo turno degli US Open essendo stata sconfitta da Alexandra Dulgheru 7-6 (7-3), 6-3 nella sua partita inaugurale. Ha poi vinto il suo quinto titolo dell'anno al Generali Ladies Linz, sconfiggendo la slovacca Dominika Cibulková per 6-4, 6-1. Questo è il suo debutto al Masters.

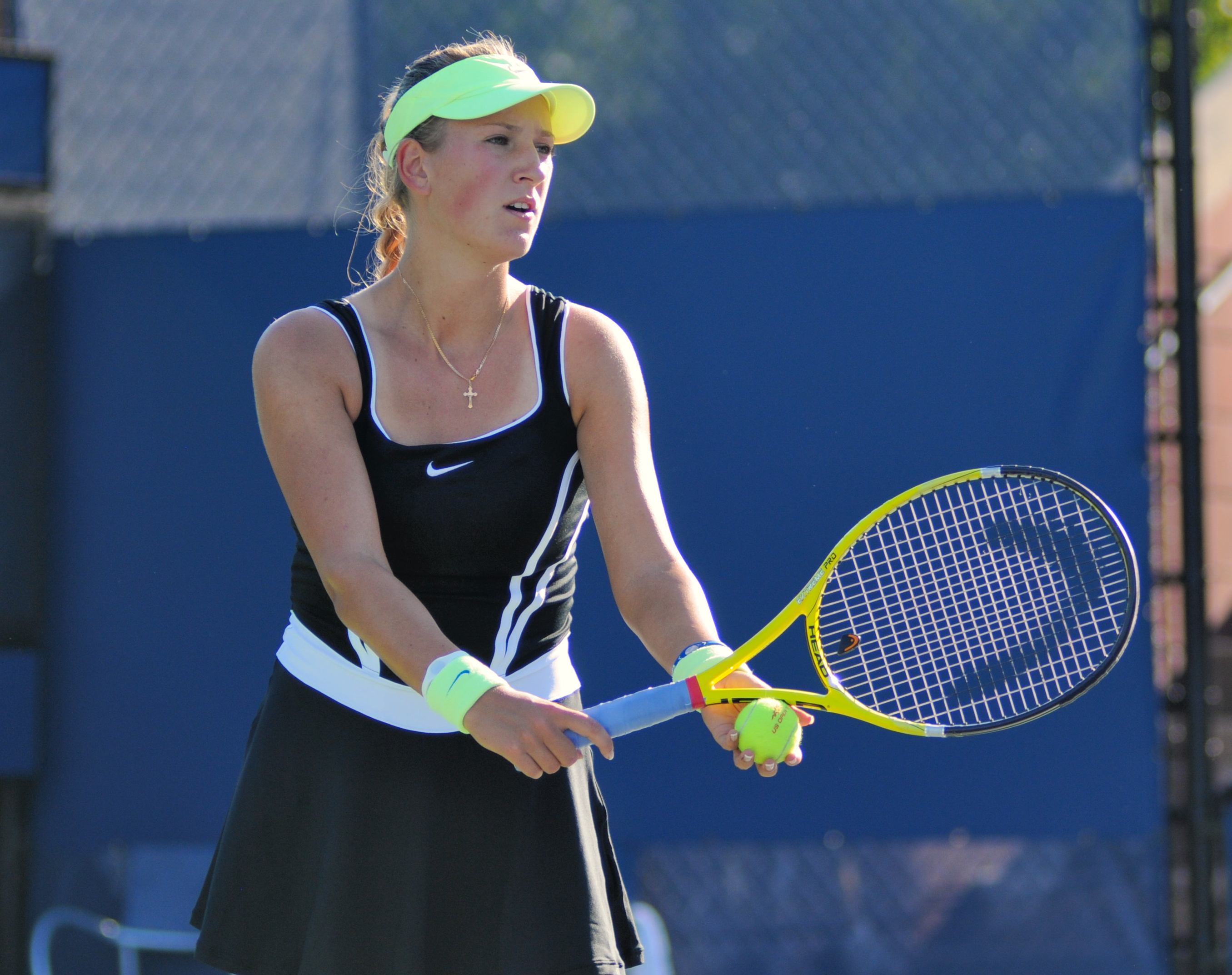
Viktoryja Azaranka ha vinto tre titoli nel 2011

Viktoryja Azaranka ha vinto tre titoli quest'anno. Ha conquistato il suo 2º Sony Ericsson Open 2011 dopo aver sconfitto in finale Marija Šarapova per 6-1, 6-4 e la seconda testa di serie Kim Clijsters e la terza: Vera Zvonarëva. Ha poi vinto il suo primo titolo sulla terra la settimana successiva all'Andalucia Tennis Experience, sconfiggendo Irina-Camelia Begu in finale 6-3, 6-2. Ha poi confermato il titolo al BGL Luxembourg Open sconfiggendo Monica Niculescu 6-2, 6-2. Ha raggiunto un'altra finale al Mutua Madrileña Madrid Open, perdendo contro Petra Kvitová in finale per 7-6 (7-3), 6-4. Azarenka ha raggiunto la sua prima semifinale in un torneo dello Slam a Wimbledon perdendo contro la futura campionessa Petra Kvitová per 6-1, 3-6, 6-2. Negli altri Slam, ha perso al quarto turno degli Australian Open e nei quarti di finale degli Open di Francia sempre contro Li Na, e il terzo turno degli US Open 2011 contro Serena Williams 6-1, 7-6 (7-5). Azarenka partecipa per la terza volta alla manifestazione.
Il 5 ottobre Li Na è diventata la 5ª giocatrice a qualificarsi per il torneo.

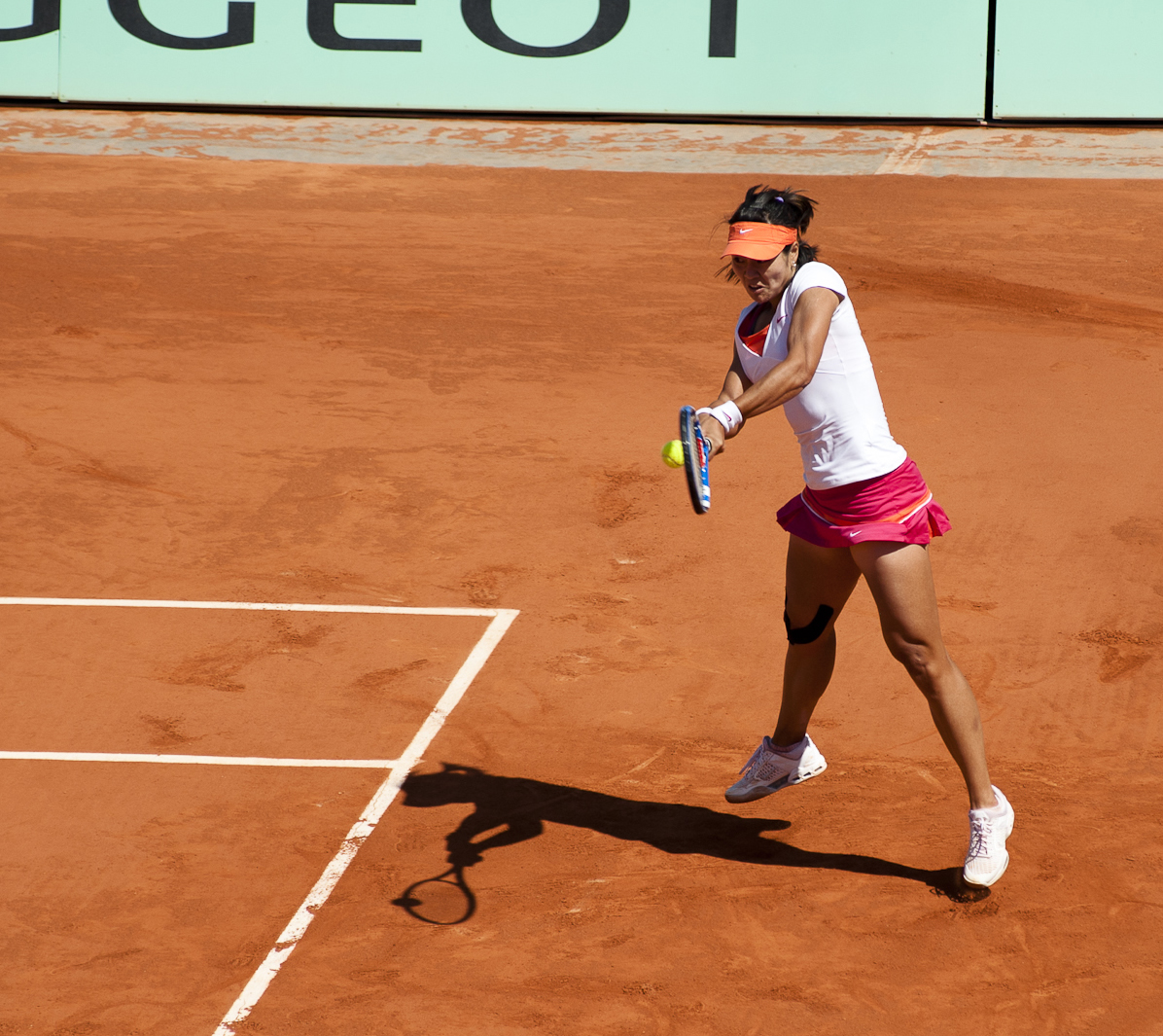
Li Na ha vinto il Roland Garros nel 2011

Li Na ha avuto il suo anno memorabile ma non tanto costante. Ha cominciato l'anno vincendo a Sydney battendo in finale Kim Clijsters per 7–6(3), 6-3 e raggiungendo la finale degli Australian Open, battendo la nº 1 del mondo Caroline Wozniacki in semifinale, ma perdendo contro Kim Clijsters 6-3, 3-6, 3-6. Tuttavia, ha perso le successive 4 partite prima di andare alla ribalta nella stagione della terra rossa europea, raggiungendo le semifinali del Mutua Madrileña Madrid Open e degli Internazionali d'Italia. Li Na poi ha vinto il suo primo titolo del Grande Slam diventando la prima asiatica a vincere un torneo dello Slam conquistando l'Open di Francia, sconfiggendo in finale la campionessa in carica Francesca Schiavone per 6-4, 7-6 (7-0). Dopo la sua vittoria agli Open di Francia, ha avuto risultati deludenti per il resto dell'anno con il record di vittorie sconfitte di 5-7, tra cui spiccano il secondo turno al Wimbledon dove ha perso contro Sabine Lisicki per 6-3, 4-6, 6-8 e la sconfitta al primo turno contro Simona Halep 6-2, 7-5 agli US Open. Li debutta al Masters dopo essere stata riserva nel 2010.
Il 9 ottobre Vera Zvonarëva e Samantha Stosur si sono qualificate per il Masters di fine anno.

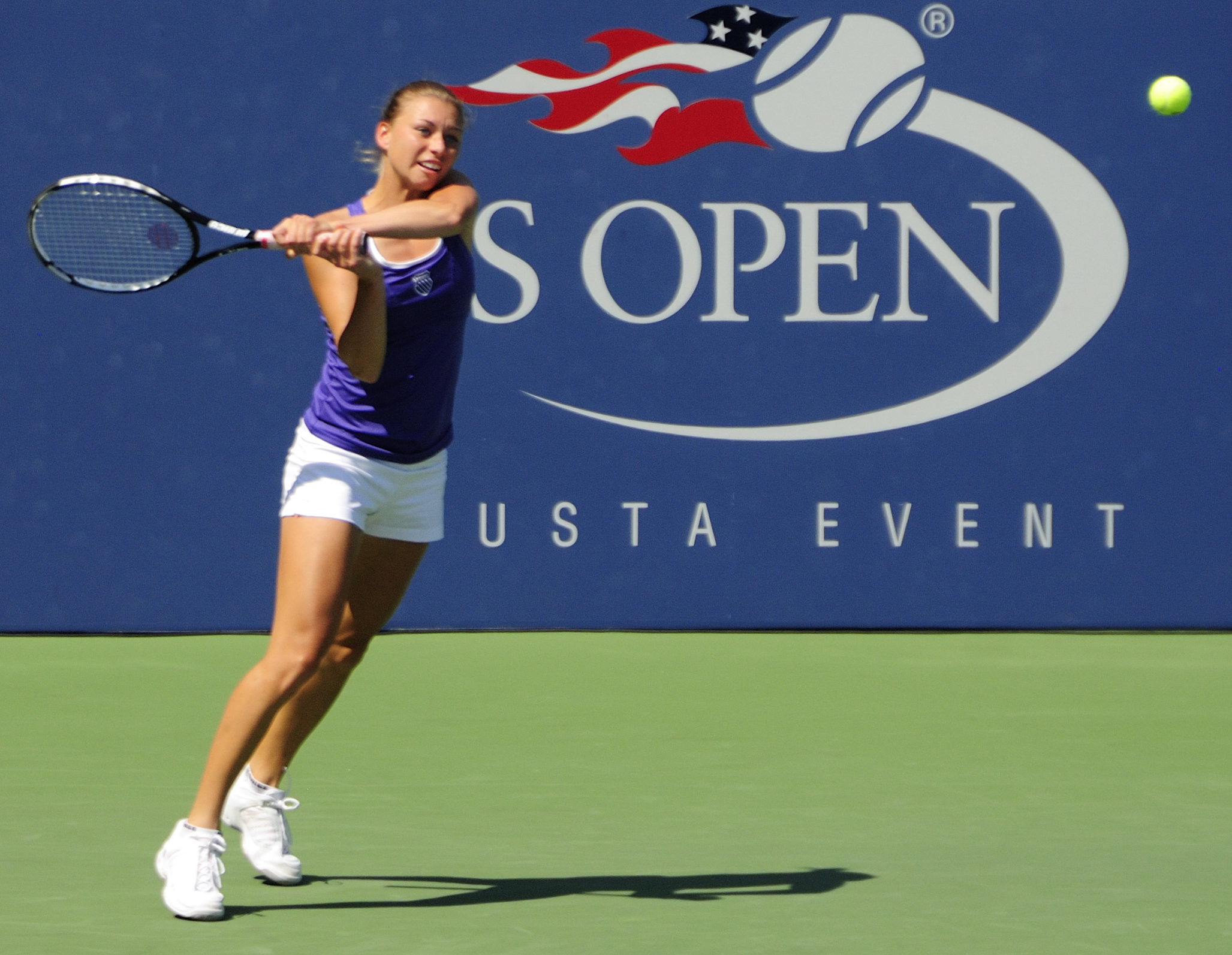
Vera Zvonarëva partecipa per la 5ª volta al Masters di fine anno

Vera Zvonarëva non è stata in grado di ripetere l'ottima stagione del 2010, tuttavia ha vinto due titoli quest'anno. Ha vinto il suo primo titolo nel Qatar Ladies Open, sconfiggendo la n. 1 del mondo Caroline Wozniacki 6-4, 6-4 in finale. Ha poi vinto il suo secondo titolo nella Baku Cup, battendo la connazionale Ksenija Pervak in finale per 6-1, 6-4. Ha raggiunto altre due finali: al San Diego Open e al Toray Pan Pacific Open, perdendo in entrambe le occasioni contro Agnieszka Radwańska con il punteggio, di 6-3, 6-4 e 6-3, 6-2, rispettivamente. Nei tornei del Grande Slam, il suo miglior risultato è stata raggiunta con la semifinale degli Australian Open, perdendo contro Kim Clijsters 6-3, 6-3. Ha perso anche nei quarti di finale degli US Open contro Samantha Stosur per 6-3, 6-3, nel quarto turno dell'Open di Francia contro Anastasija Pavljučenkova 7-6 (7-4), 2-6, 6-2, e il terzo turno del Torneo di Wimbledon contro Cvetana Pironkova per 6-2, 6-3. Zvonareva partecipa per la quinta volta al torneo. Il suo miglior risultato è stato raggiunto con la finale del 2008.

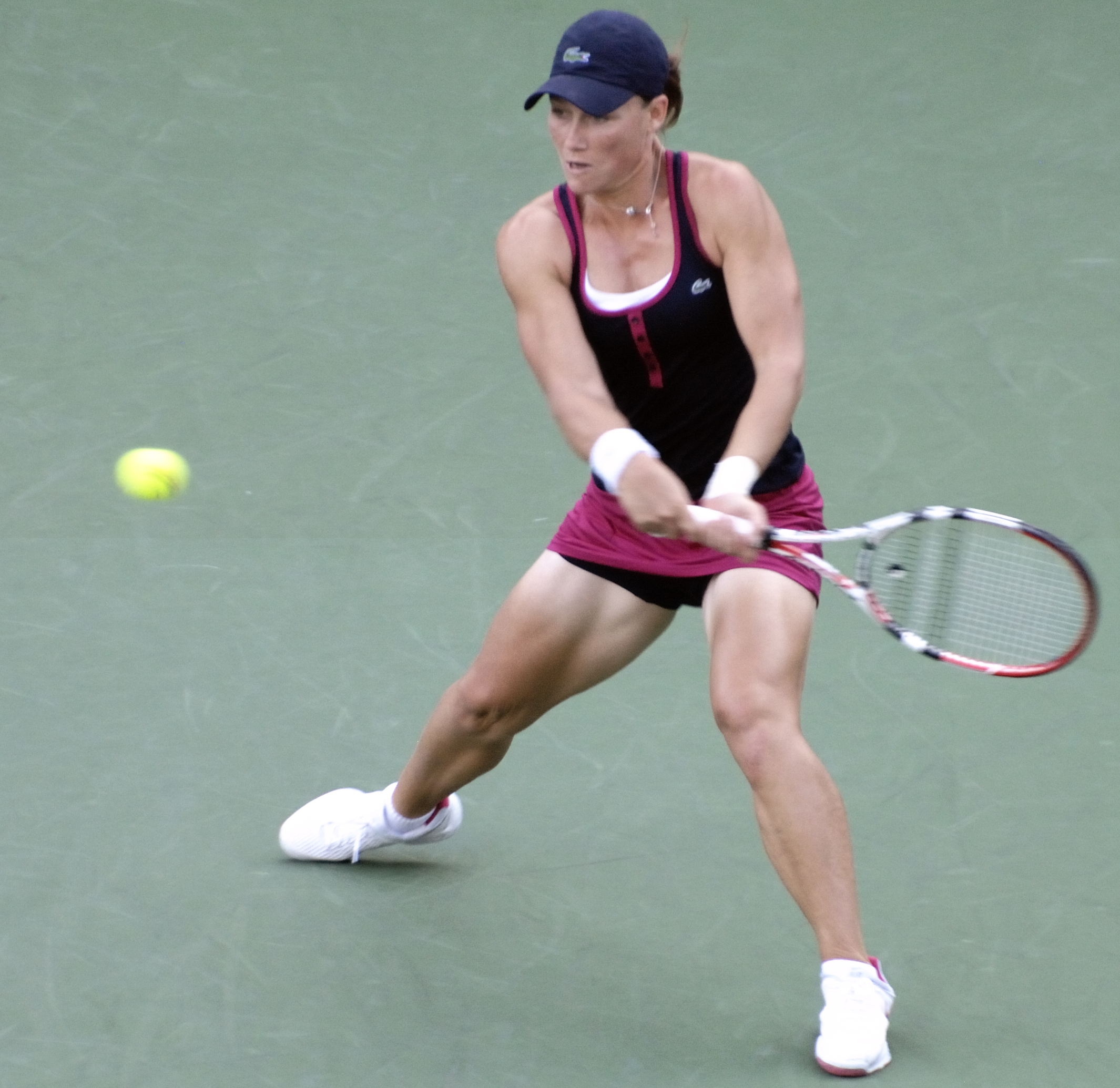
Samantha Stosur ha vinto a sorpresa gli US Open

Samantha Stosur ha avuto un pessimo inizio di stagione, non riuscendo a raggiungere una semifinale di qualsiasi evento fino a al Porsche Tennis Grand Prix nel mese di aprile. Ha poi raggiunto la sua prima finale dell'anno agli Internazionali d'Italia, perdendo contro Marija Šarapova per 6-2, 6-4, pur non avendo perso un set prima della finale. Ha raggiunto la sua seconda finale nella Rogers Cup, battuta da Serena Williams col punteggio di 6-4, 6-2. Nel mese di settembre ha vinto gli US Open dopo aver battuto in finale la favorita Serena Williams per 6-2, 6-3, vincendo così il suo primo titolo dello Slam. È diventata la prima donna australiana a vincere uno Slam da quando Evonne Goolagong vinse a Wimbledon nel 1980. Ha poi raggiunto la finale dell'HP Open perdendo contro Marion Bartoli per 6-3, 6-1. Negli altri Slam, ha perso nel terzo round degli Australian Open contro Petra Kvitova per 7-6 (7-5), 6-3, all'Open di Francia contro Gisela Dulko per 6-4, 1-6, 6-3 e al primo turno del Wimbledon contro la nº 262 del ranking Melinda Czink 6-3, 6-4. Stosur partecipa al torneo per la seconda dopo la semifinale raggiunta nel 2010.
Il 21 ottobre Agnieszka Radwańska è diventata l'ultima giocatrice a qualificarsi per il Masters dopo che Marion Bartoli si è ritirata nei quarti di finale della Kremlin Cup

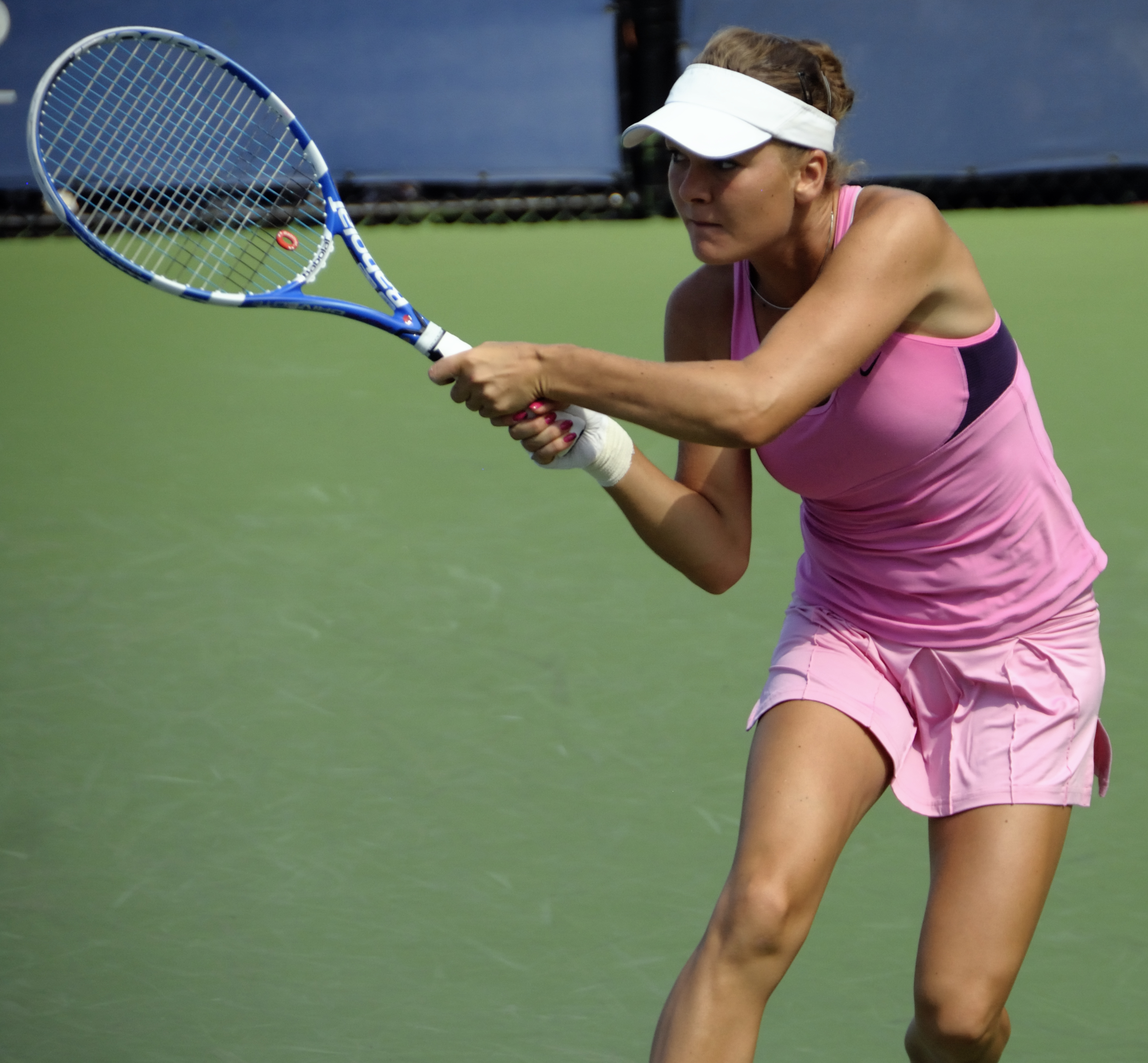
Agnieszka Radwanska partecipa per la 1ª volta al torneo come titolare

Agnieszka Radwanska ha raggiunto tre finali nel 2011 e le ha vinte tutte. Il suo primo titolo dell'anno è arrivato al San Diego Open, dove ha sconfitto in finale Vera Zvonarëva per 6-3, 6-4. Nella stagione asiatica, ha vinto la Toray Pan Pacific Open contro Vera Zvonarëva per 6-3, 6-2 e il China Open battendo Andrea Petković 7-5, 0-6, 6-4. Negli Slam Radwanska ha raggiunto i quarti di finale agli Australian Open perdendo contro la futura campionessa Kim Clijsters per 6-3, 7-6 (7-4). Tuttavia ha perso nel 4º turno dell'Open di Francia contro Marija Šarapova per 7-6 (7-4), 7-5, al secondo turno sia al Torneo di Wimbledon perdendo contro Petra Cetkovská per 3-6, 7-6 (7-5), 6-4 che agli US Open perdendo contro Angelique Kerber per 6-3, 4-6, 6-3. Agnieszka Radwanska partecipa per terza volta al Masters, dopo aver giocato come riserva nel 2008 e 2009.
La prima riserva del torneo è Marion Bartoli, che ha raggiunto 5 finali nel corso dell'anno. Ha raggiunto la sua prima finale in un torneo di categoria Premier Mandatory nel BNP Paribas Open perdendo contro Caroline Wozniacki per 6-1, 2-6, 6-3, poi ha perso la finale successiva all'Internationaux de Strasbourg contro Andrea Petković ritirandosi sul punteggio di 6-4, 1-0. Ha poi vinto il suo primo titolo dal 2009 all'AEGON International sconfitta da Petra Kvitová per 6-1, 4-6, 7-5. A Wimbledon ha perso contro Sabine Lisicki per 6-4, 6-7 (4-7), 6-1 nei quarti di finale aver sconfitto Serena Williams nel turno precedente. Al contrario, perde contro Serena Williams nella finale del Bank of the West Classic. Ha poi vinto il suo secondo titolo dell'anno all'HP Open sconfiggendo in finale Samantha Stosur per 6-3, 6-1. All'Open di Francia, ha raggiunto la sua seconda semifinale in carriera in un torneo dello Slam.
La seconda riserva è Andrea Petković, che ha disputato la sua migliore stagione finora entrando nella top 10. Ha vinto il suo unico torneo dell'anno all'Internationaux de Strasbourg contro Marion Bartoli. Ha poi raggiunto due finali, al Brisbane International perdendo contro Petra Kvitová per 6-1, 6-3 e la finale del China Open perdendo contro Agnieszka Radwańska per 7-5, 0-6, 6-4 nella sua prima finale in un torneo di categoria Premier Mandatory. Negli Slam ha raggiunto i quarti di finale in 3 delle 4 major escluso Wimbledon.

### Doppio
| Classifica doppio (al 24 ottobre 2011) | Classifica doppio (al 24 ottobre 2011) | Classifica doppio (al 24 ottobre 2011) | Classifica doppio (al 24 ottobre 2011) | Classifica doppio (al 24 ottobre 2011) | Classifica doppio (al 24 ottobre 2011) |
| Ranking                                | Giocatrici                             | Punti per qualificazioni               | Punti                                  | Tornei                                 | Data qualificazione                    |
| -------------------------------------- | -------------------------------------- | -------------------------------------- | -------------------------------------- | -------------------------------------- | -------------------------------------- |
| 1                                      | Květa Peschke Katarina Srebotnik       | 8,291                                  | 9,291                                  | 19                                     | 5 settembre                            |
| 2                                      | Liezel Huber Lisa Raymond              | 6,423                                  | 6,773                                  | 15                                     | 1º ottobre                             |
| 3                                      | Gisela Dulko Flavia Pennetta           | 5,706                                  | 5,776                                  | 13                                     | 11 ottobre                             |
| 4                                      | Vania King Jaroslava Švedova           | 5,730                                  | 5,730                                  | 11                                     | 16 ottobre                             |

Il 5 settembre, Květa Peschke e Katarina Srebotnik sono diventate le prime giocatrici a qualificarsi per il torneo di doppio.
Květa Peschke e Katarina Srebotnik hanno continuato la loro collaborazione anche nel 2011, sono anche state in grado di raggiungere il n. 1 del ranking di doppio per la prima volta il 4 luglio 2011. Sono state anche in grado di vincere 6 titoli insieme: il primo è arrivato nell'ASB Classic battendo il team di Sofia Arvidsson e Marina Eraković per 6-3, 6-0. Hanno poi vinto il loro secondo titolo nel Qatar Ladies Open su Liezel Huber e Nadia Petrova per 7-5, 6(2)–7, [10-8]. Hanno conquistato poi consecutivamente l'AEGON International sulla Huber e Lisa Raymond battute per 6-3, 6-0 a Wimbledon su Sabine Lisicki e Samantha Stosur sconfitte per 6-3, 6-1 e nel Mercury Insurance Open su Raquel Kops-Jones e Abigail Spears battute per 6-0, 6-2. Il loro trionfo a Wimbledon è il primo titolo Slam della squadra ed individuale nel doppio femminile. Hanno poi vinto il loro sesto titolo al China Open su Gisela Dulko e Flavia Pennetta sconfitte per 6-3, 6-4. Hanno anche raggiunto altri tre finali: nel Medibank International Sydney perdendo da Iveta Benešová e Barbora Záhlavová-Strýcová, nel Dubai Tennis Championships battute dalla Huber e da María José Martínez Sánchez e nel Mutua Madrid Open dove hanno perso contro Viktoryja Azaranka e Marija Kirilenko. La Srebotnik ha vinto anche il titolo di doppio misto nell'Australian Open con Daniel Nestor. Negli altri Slam sono state in grado di raggiungere le semifinali degli Australian Open e quarti di finale dell'Open di Francia e degli US Open.
Il 1º ottobre Liezel Huber e Lisa Raymond sono state le seconde a qualificarsi per il torneo di doppio.
Liezel Huber e Lisa Raymond sono state separate fino alla stagione sulla terra europea: la Huber inizialmente ha fatto coppia con Nadia Petrova e la Raymond con Julia Görges. Il team veterano del circuito WTA ha raggiunto un grandi risultati insieme, arrivando alle semifinali dell'Open di Francia e ai quarti a Wimbledon. Hanno perso le loro prime due finali nell'AEGON International perdendo da Květa Peschke e Katarina Srebotnik per 6-3, 6-0 e nel Bank of the West Classic perdendo dalla Azarenka e dalla Kirilenko per 6-1, 6-3. Il loro primo titolo come una squadra è arrivato nella Rogers Cup battendo la Azarenka e la Kirilenko per walkover. Hanno poi vinto il loro primo Slam come squadra negli US Open su Vania King e Jaroslava Švedova sconfitte per 4-6, 7–6(5), 7–6(3). Hanno poi vinto il terzo titolo al Toray Pan Pacific Open sulla Dulko e la Pennetta battute per 7–6(4), 0-6, [10-6]. La Huber ha raggiungento altre due finali nel Dubai Tennis Championships con María José Martínez Sánchez sconfitta dalla Peschke e dalla Srebotnik per 7–6(5), 6-3 e nel Qatar Ladies Open con Nadia Petrova perdendo sempre dalla Peschke e dalla Srebotnik.
L'11 ottobre la coppia Gisela Dulko-Flavia Pennetta è stata la terza a qualificarsi per il torneo di fine anno
Gisela Dulko e Flavia Penetta non sono riuscite a replicare la loro stagione 2010 quando vinsero 6 titoli e il Masters Nel corso dell'anno hanno vinto un solo titolo ma è stato il titolo più prestigioso della loro carriera, si tratta dell'Australian Open vinto battendo in finale Viktoryja Azaranka e Marija Kirilenko per 2-6, 7-5, 6-1. A causa di un infortunio subito dalla Dulko la coppia ha dovuto saltare met stagione. Tuttavia il team si è riunita per lo swing asiatico arrivando in finale sia nel Toray Pan Pacific Open dove sono state sconfitte da Liezel Huber e Lisa Raymond sia al China Open battute da Květa Peschke e Katarina Srebotnik. Negli altri Slam hanno raggiunto i quarti di finale dell'Open di Francia e il terzo turno degli US Open. La Pennetta ha raggiunto anche un'altra finale con Dominika Cibulková all'UNICEF Open perdendo contro Barbora Záhlavová-Strýcová e Klára Koukalová.
Il 16 ottobre Vania King e Jaroslava Švedova hanno conquistato la qualificazione scalzando la coppia formata da Viktoryja Azaranka e Marija Kirilenko
Vania King e Jaroslava Švedova non hanno potuto giocare insieme fino al BNP Paribas Open a causa di un infortunio al ginocchio della Shvedova. La squadra non ha replicato l'ottima stagione 2010, quando vinsero 2 titoli dello Slam, raggiungendo solo una finale Slam: agli US Open perdendo contro Liezel Huber e Lisa Raymond per 6-4, 6(5)–7, 6(3)–7. Hanno vinto il loro primo titolo dell'anno al Western & Southern Open battendo per 6-4, 3-6, [11-9] Natalie Grandin e Vladimíra Uhlířová. Hanno anche raggiunto altri due finali agli Internazionali d'Italia perdendo alla coppia cinese Peng-Zheng per 2-6, 3-6 e nell'HP Open perdendo in finale dalla coppia asiatica formata da Kimiko Date e Zhang Shuai per 5-7, 6-3, [9-11]. La Shvedova è stata in grado di vincere un altro titolo con Sania Mirza questa volta al Washington Open WTA vincendo su Ol'ga Govorcova e Alla Kudrjavceva per 6-3, 6-3. La King ha raggiunto una finale con un partner diverso: Anna-Lena Grönefeld al Monterrey Open perdendo dalle ceche Iveta Benešová e Barbora Záhlavová-Strýcová.

## Gruppi
Nel gruppo rosso sono state inserite Caroline Wozniacki, Petra Kvitová, Vera Zvonarëva e Agnieszka Radwańska. In quello Bianco si sono affrontate Marija Šarapova, Li Na, Samantha Stosur e Viktoryja Azaranka.

## Testa a testa
|   |                     | Wozniacki | Šarapova | Kvitová | Azaranka | Li  | Zvonarëva | Stosur | Radwańska | Totale |
| 1 | Caroline Wozniacki  |           | 2–3      | 3–1     | 4–2      | 1–3 | 4–4       | 2–3    | 4–1       | 20–17  |
| 2 | Marija Šarapova     | 3–2       |          | 1–2     | 3–3      | 5–3 | 7–3       | 9–0    | 7–1       | 35–14  |
| 3 | Petra Kvitová       | 1–3       | 2–1      |         | 3–2      | 1–1 | 2–3       | 2–0    | 2–0       | 13–10  |
| 4 | Viktoryja Azaranka  | 2–4       | 3–3      | 2–3     |          | 1–4 | 3–6       | 4–0    | 5–3       | 20–23  |
| 5 | Li Na               | 3–1       | 3–5      | 1–1     | 4–1      |     | 3–4       | 0–5    | 2–2       | 16–19  |
| 6 | Vera Zvonarëva      | 4–4       | 3–7      | 3–2     | 6–3      | 4–3 |           | 2–8    | 2–3       | 24–30  |
| 7 | Samantha Stosur     | 3–2       | 0–9      | 0–2     | 0–4      | 5–0 | 8–2       |        | 2–1       | 18–20  |
| 8 | Agnieszka Radwańska | 1–4       | 1–7      | 0–2     | 3–5      | 2–2 | 3–2       | 1–2    |           | 11–24  |

## Montepremi e punti
Il montepremi totale per il torneo è di 4.5 milioni di dollari americani.
| Turno                    | Singolare    | Doppio1   | Punti 3 |
| ------------------------ | ------------ | --------- | ------- |
| Campionessa              | +1 295 000 $ | 375 000 $ | +810    |
| Finalista                | +435 000 $   | 187 500 $ | +360    |
| Round Robin (3 vittorie) | 455 000 $    | 93 750 $2 | 690     |
| Round Robin (2 vittorie) | 340 000 $    | –         | 530     |
| Round Robin (1 vittoria) | 225 000 $    | –         | 370     |
| Round Robin (0 vittorie) | 110 000 $    | –         | 210     |
| Alternative              | 50 000 $     | –         |         |

- 1 Montepremi per tutta la squadra.
- 2 Montepremi per le semifinaliste del doppio
- 3 per ogni partita giocata nel round robin una giocatrice ottiene 70 punti automaticamente, e per ogni girone vinto ottiene 160 punti aggiuntivi

## Round Robin

### Giorno 1

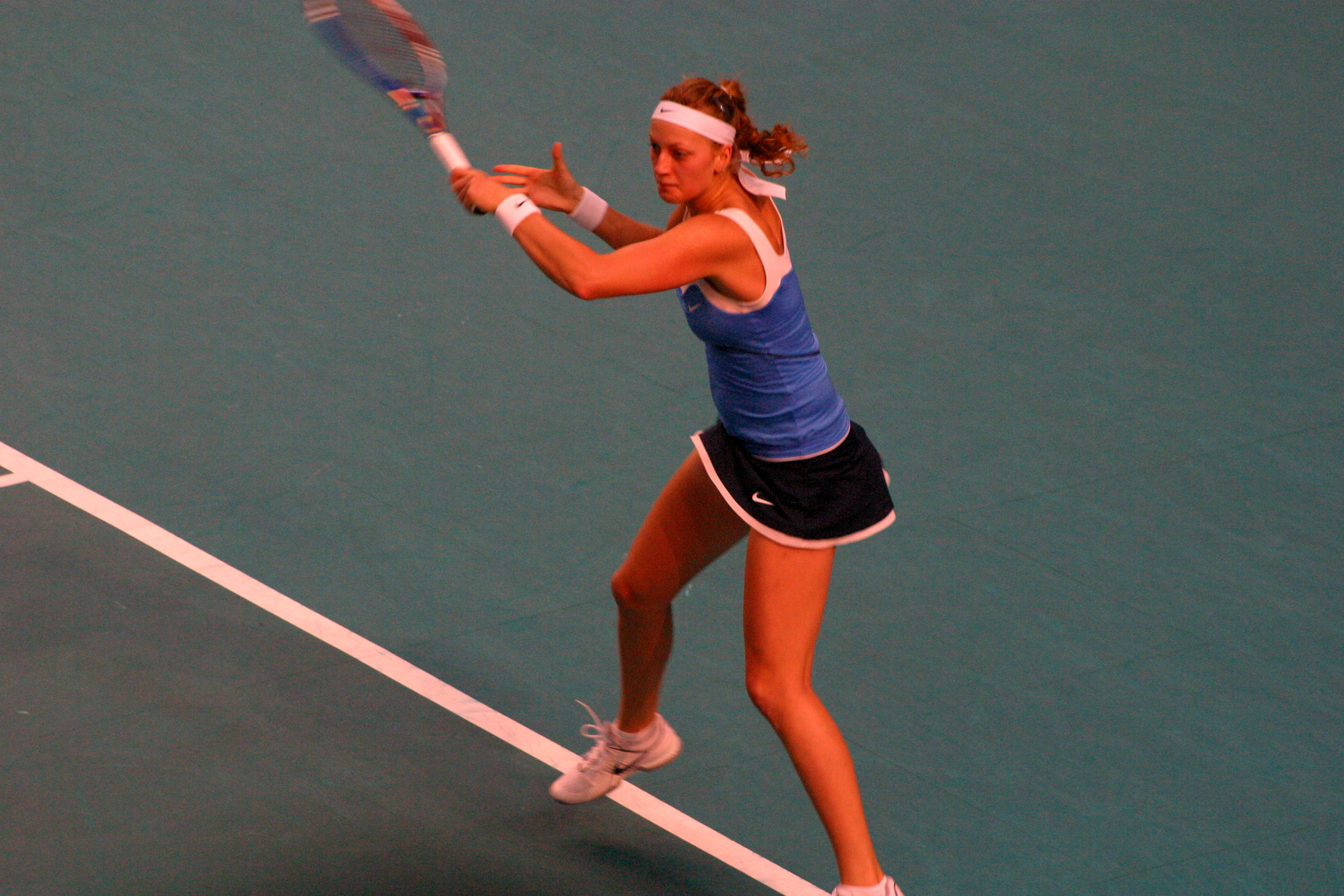
Petra Kvitová s'impone nel match d'esordio su Vera Zvonarëva

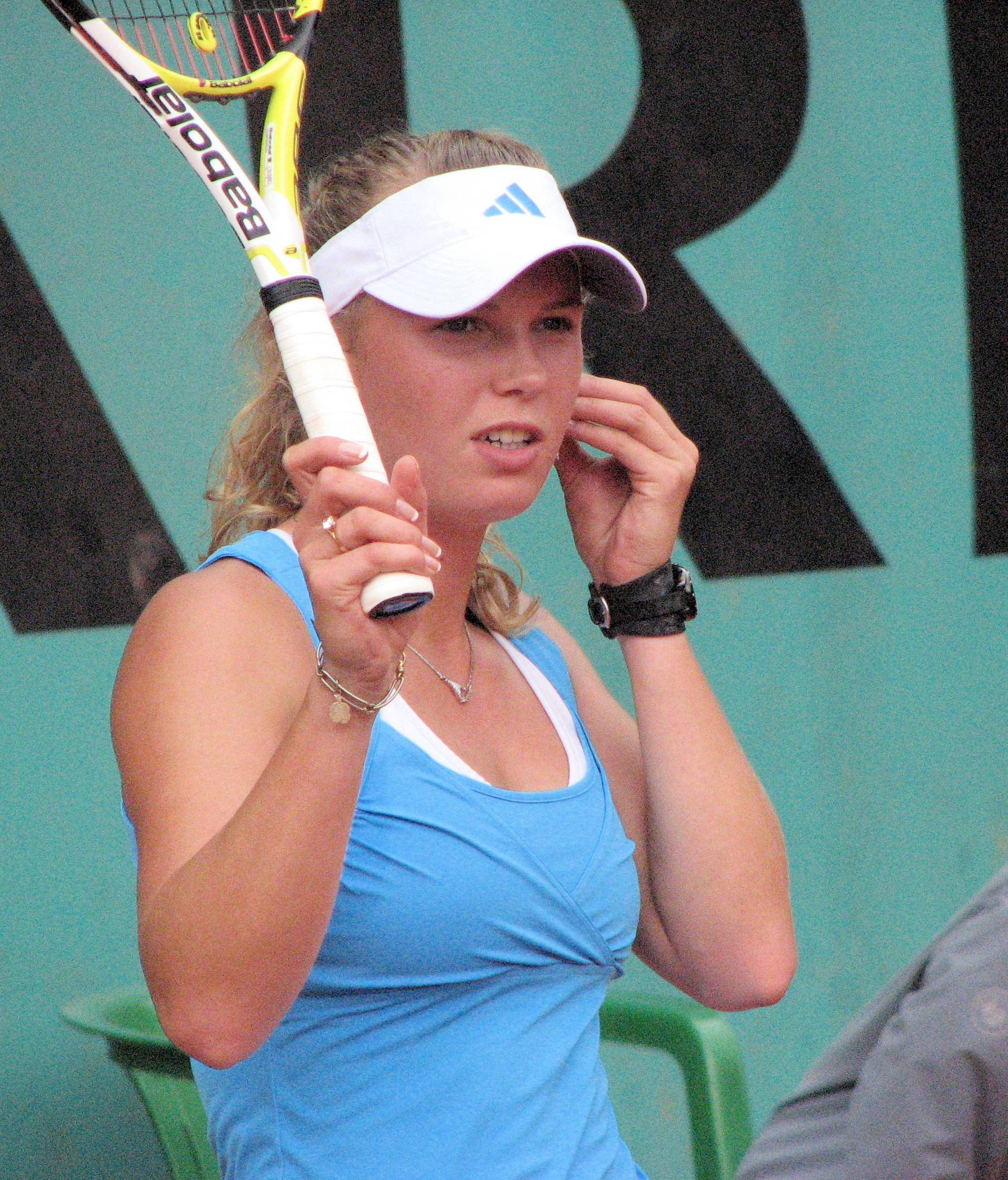
Caroline Wozniacki s'impone su Agnieszka Radwańska nel Gruppo Rosso

Nel primo match del torneo la giocatrice ceca Petra Kvitová, inserita nel gruppo rosso, ha vinto nettamente contro Vera Zvonarëva, testa di serie numero 6, per 6-2, 6-4. La numero 1 del mondo, Caroline Wozniacki, si è imposta sulla polacca Agnieszka Radwańska per 5-7 6-2 6-4. La russa Marija Šarapova, favorita numero 2 del seeding, ha perso contro Samantha Stosur che si è imposta col punteggio di 6-1 7-5.
| Incontri disputati nella Sinan Erdem Spor Salonu | Incontri disputati nella Sinan Erdem Spor Salonu | Incontri disputati nella Sinan Erdem Spor Salonu | Incontri disputati nella Sinan Erdem Spor Salonu |
| Gruppo                                           | Vincitrice                                       | Perdente                                         | Punteggio                                        |
| ------------------------------------------------ | ------------------------------------------------ | ------------------------------------------------ | ------------------------------------------------ |
| Gruppo Rosso                                     | Petra Kvitová [3]                                | Vera Zvonarëva [6]                               | 6-2, 6-4                                         |
| Gruppo Rosso                                     | Caroline Wozniacki [1]                           | Agnieszka Radwańska [8]                          | 5-7, 6-2, 6-4                                    |
| Gruppo Bianco                                    | Samantha Stosur [7]                              | Marija Šarapova [2]                              | 6-1, 7-5                                         |
| Il 1° match è iniziato alle 17:00 (ora locale)   |                                                  |                                                  |                                                  |

### Giorno 2

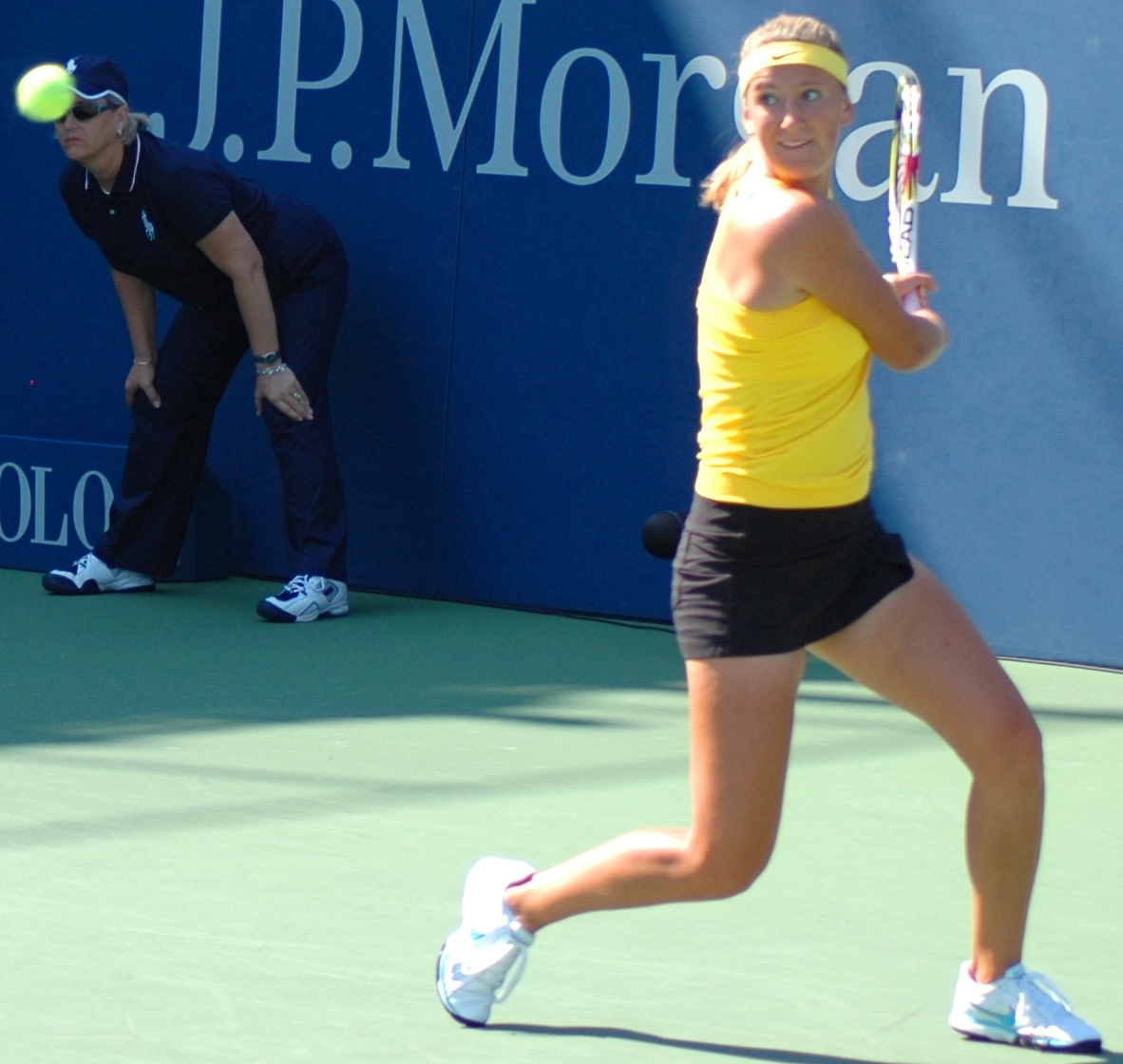
Viktoryja Azaranka ha vinto contro Samantha Stosur

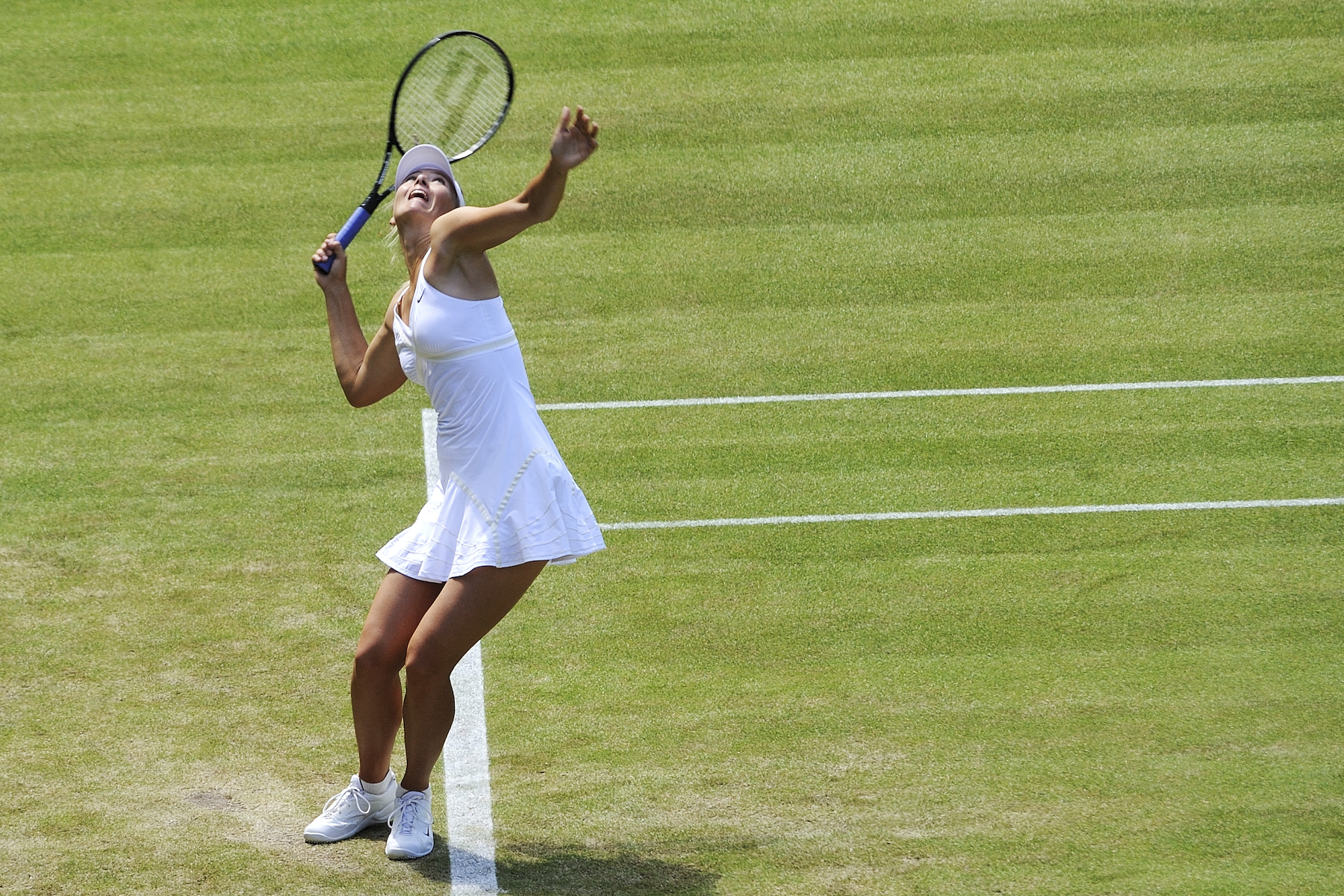
Marija Šarapova dopo la sconfitta con Li Na si è ritirata dal torneo

La bielorussa Viktoryja Azaranka, inserita nel gruppo bianco, ha battuto l'australiana Samantha Stosur che ha ceduto col punteggio netto di 6-2, 6-2. Nella seconda sfida di giornata Marija Šarapova ha perso nuovamente, stavolta contro la cinese Li Na, per 7–6(4) 6-4. Dopo la sconfitta contro Petra Kvitová nella prima giornata, Vera Zvonarëva ha sconfitto la numero 1 del mondo Caroline Wozniacki, che ha perso con il punteggio di 6-2 4-6 6-3.
| Incontri disputati nella Sinan Erdem Spor Salonu | Incontri disputati nella Sinan Erdem Spor Salonu | Incontri disputati nella Sinan Erdem Spor Salonu | Incontri disputati nella Sinan Erdem Spor Salonu |
| Gruppo                                           | Vincitrice                                       | Perdente                                         | Punteggio                                        |
| ------------------------------------------------ | ------------------------------------------------ | ------------------------------------------------ | ------------------------------------------------ |
| Gruppo Bianco                                    | Viktoryja Azaranka [4]                           | Samantha Stosur [7]                              | 6-2, 6-2                                         |
| Gruppo Bianco                                    | Li Na [5]                                        | Marija Šarapova [2]                              | 7-64, 6-4                                        |
| Gruppo Rosso                                     | Vera Zvonarëva [6]                               | Caroline Wozniacki [1]                           | 6-2, 4-6, 6-3                                    |
| Il 1° match è iniziato alle 17:00 (ora locale)   |                                                  |                                                  |                                                  |

### Giorno 3

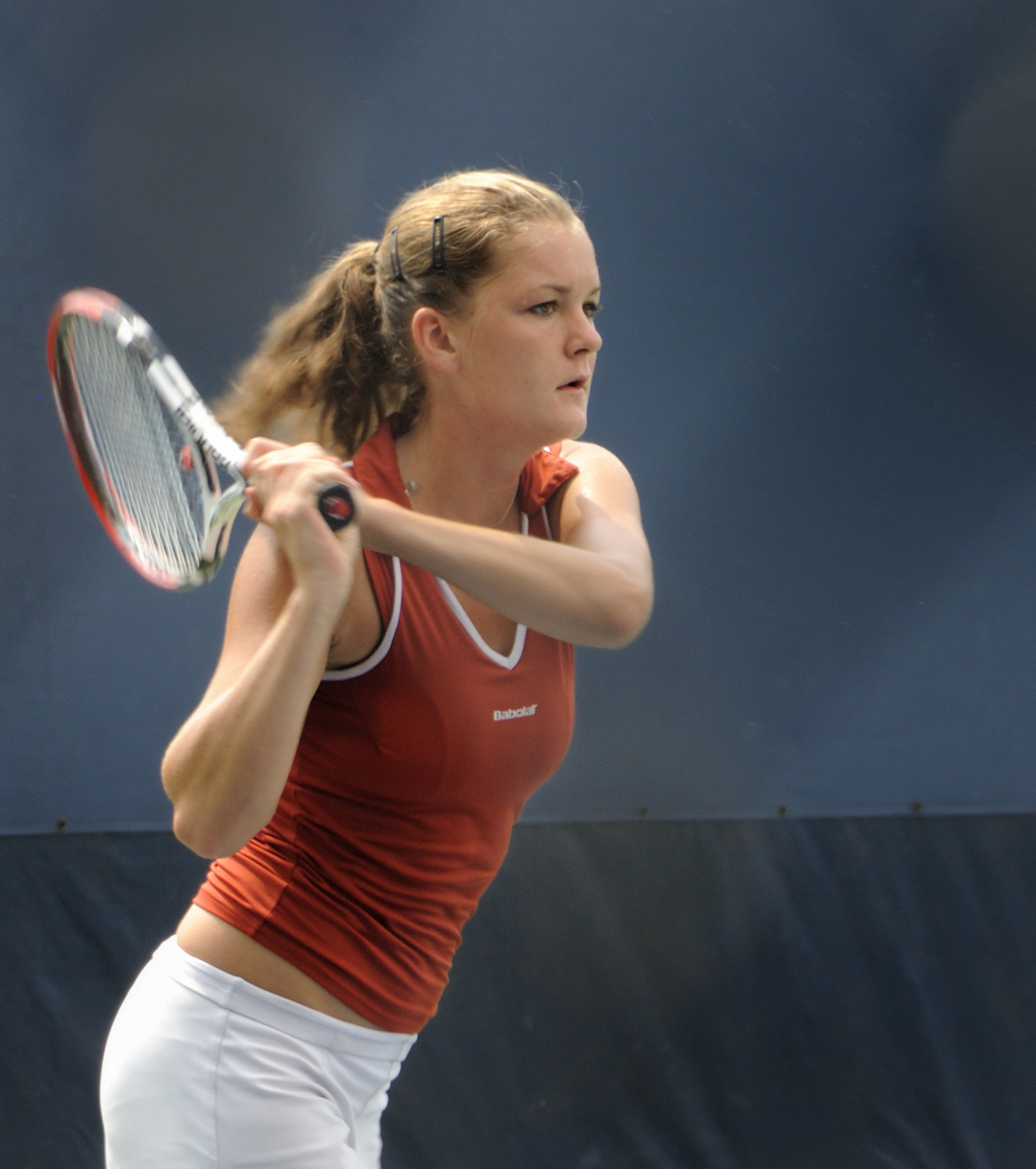
Agnieszka Radwańska ottiene la 1a vittoria al Masters

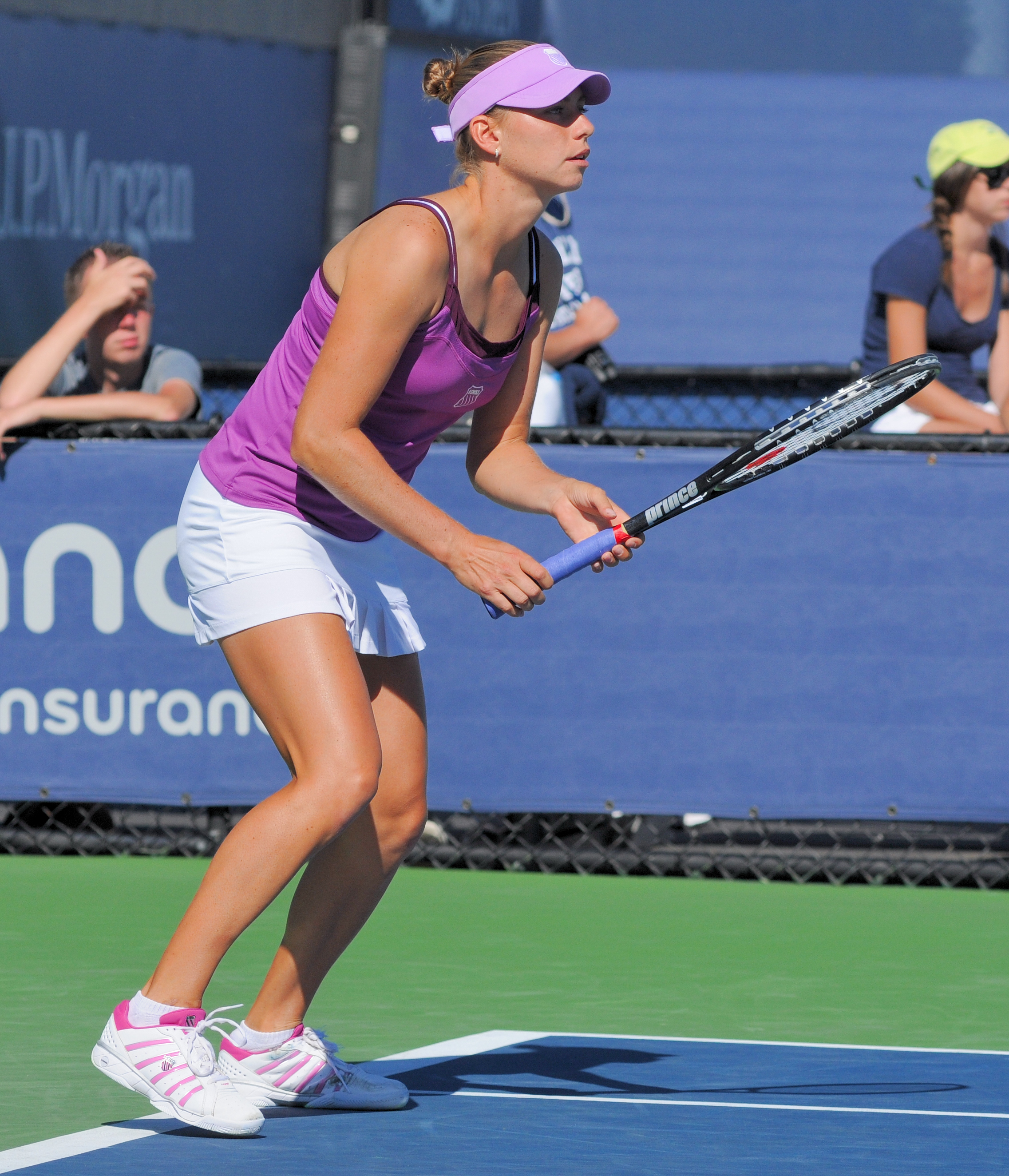
Vera Zvonarëva perde in rimonta contro Agnieszka Radwańska

Nel 1° match di giornata Viktoryja Azaranka ha vinto con un doppio 6-2 su Li Na aggiudicandosi così il primo posto nel gruppo bianco. Nel match successivo Petra Kvitová ha ottenuto un successo per 6-4, 6-2 sulla danese Caroline Wozniacki. La polacca Agnieszka Radwańska ha chiuso la giornata conquistando la vittoria sulla Vera Zvonarëva e la qualificazione alla fase a eliminazione diretta.
| Incontri disputati nella Sinan Erdem Spor Salonu | Incontri disputati nella Sinan Erdem Spor Salonu | Incontri disputati nella Sinan Erdem Spor Salonu | Incontri disputati nella Sinan Erdem Spor Salonu |
| Gruppo                                           | Vincitrice                                       | Perdente                                         | Punteggio                                        |
| ------------------------------------------------ | ------------------------------------------------ | ------------------------------------------------ | ------------------------------------------------ |
| Gruppo Bianco                                    | Viktoryja Azaranka [4]                           | Li Na [6]                                        | 6-2, 6-2                                         |
| Gruppo Rosso                                     | Petra Kvitová [3]                                | Caroline Wozniacki [1]                           | 6-4, 6-2                                         |
| Gruppo Rosso                                     | Agnieszka Radwańska [8]                          | Vera Zvonarëva [6]                               | 1-6, 6-2, 7-5                                    |
| Il 1° match è iniziato alle 17:00 (ora locale)   |                                                  |                                                  |                                                  |

### Giorno 4

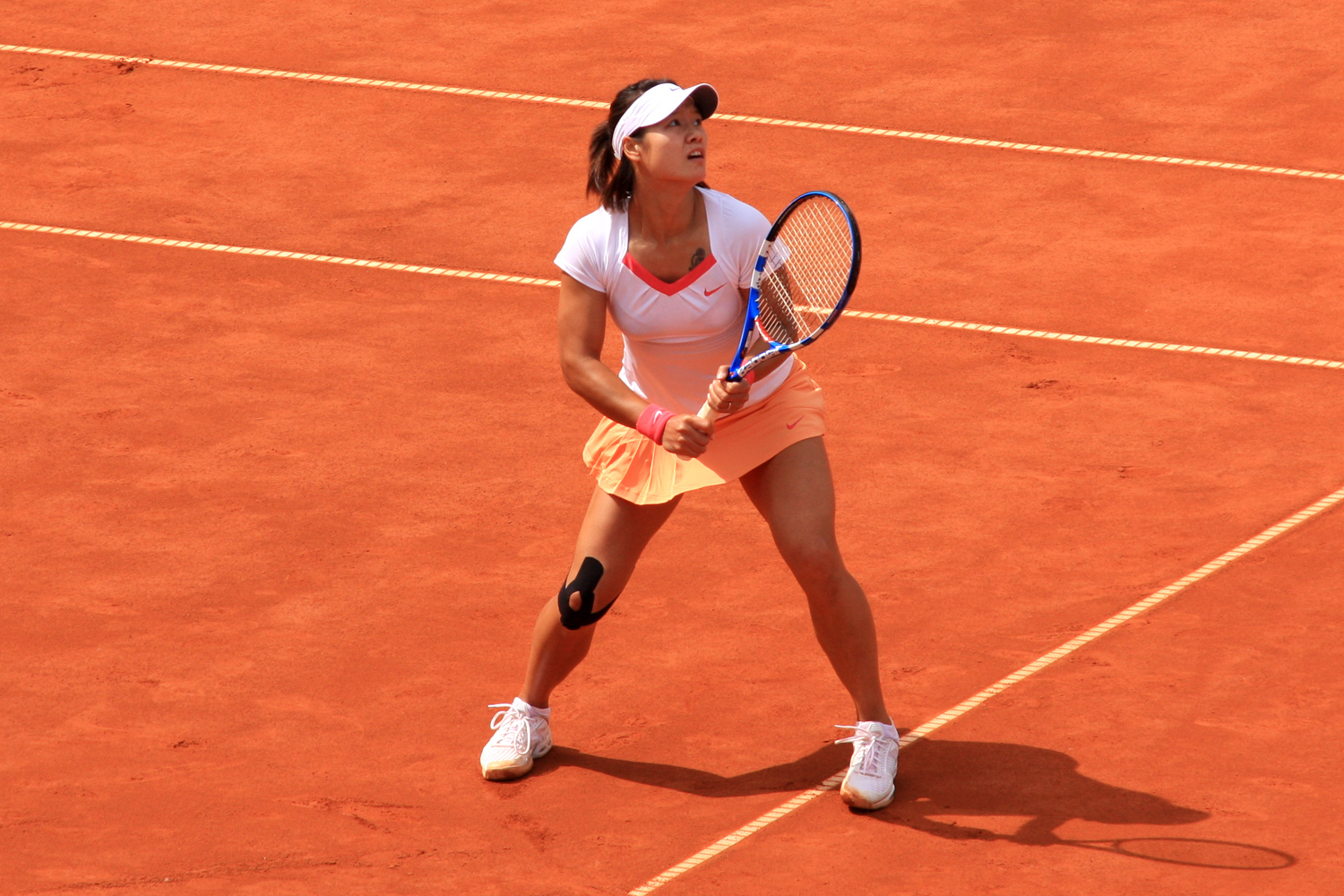
Li Na chiude al 3º posto nel suo girone

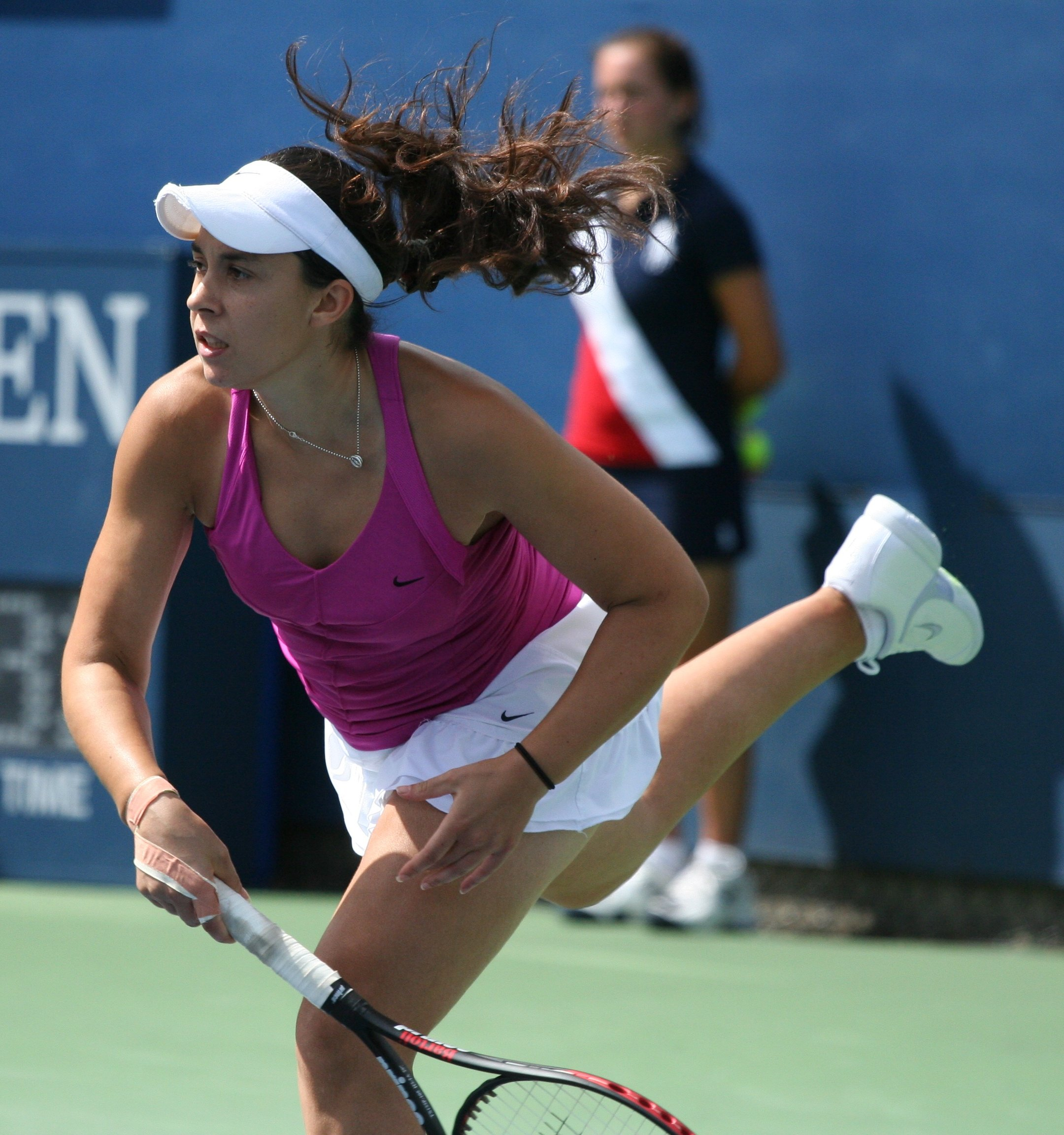
Marion Bartoli, sostituta di Marija Šarapova, ha vinto il suo unico incontro disputato

Nella 4ª giornata Samantha Stosur grazie all'agevole vittoria sulla cinese Li Na è passata in semifinale. 6-1 6-0 è stato il risultato dei parziali. Nel secondo match di giornata la polacca Agnieszka Radwańska ha perso contro la ceca Petra Kvitová per 7–6(4), 6-3. Nell'ultimo match della giornata, inutile ai fini del risultato e della qualificazione in semifinale, si sono affrontate Viktoryja Azaranka e Marion Bartoli, giunta come sostituta di Marija Šarapova, ritiratasi due giorni prima. È la francese ad avere la meglio in tre set contro la bielorussa già sicura della semifinale.
| Incontri disputati nella Sinan Erdem Spor Salonu | Incontri disputati nella Sinan Erdem Spor Salonu | Incontri disputati nella Sinan Erdem Spor Salonu | Incontri disputati nella Sinan Erdem Spor Salonu |
| Gruppo                                           | Vincitrice                                       | Perdente                                         | Punteggio                                        |
| ------------------------------------------------ | ------------------------------------------------ | ------------------------------------------------ | ------------------------------------------------ |
| Gruppo Bianco                                    | Samantha Stosur [7]                              | Li Na [5]                                        | 6-1, 6-0                                         |
| Gruppo Rosso                                     | Petra Kvitová [3]                                | Agnieszka Radwańska [8]                          | 7-64, 6-3                                        |
| Gruppo Bianco                                    | Marion Bartoli [ALT]                             | Viktoryja Azaranka [4]                           | 5–7, 6–4, 6–4                                    |
| Il 1° match è iniziato alle 17:00 (ora locale)   |                                                  |                                                  |                                                  |

## Semifinali

### Giorno 5
Nel primo incontro della fase a eliminazione diretta la ceca Petra Kvitová, unica giocatrice a uscire dal round robin imbattuta, in tre set ha sconfitto l'australiana Samantha Stosur approdando alla finale. Nell'altra semifinale Viktoryja Azaranka ha battuto Vera Zvonarëva in un'ora e 42 di gioco col punteggio di 6-2, 6-3.
| Incontri disputati nella Sinan Erdem Spor Salonu | Incontri disputati nella Sinan Erdem Spor Salonu | Incontri disputati nella Sinan Erdem Spor Salonu | Incontri disputati nella Sinan Erdem Spor Salonu |
| Gruppo                                           | Vincitrice                                       | Perdente                                         | Punteggio                                        |
| ------------------------------------------------ | ------------------------------------------------ | ------------------------------------------------ | ------------------------------------------------ |
| Semifinali doppio                                | Květa Peschke [1] Katarina Srebotnik [1]         | Vania King [4] Jaroslava Švedova [4]             | 6–3, 6–4                                         |
| Semifinali singolare                             | Petra Kvitová [3]                                | Samantha Stosur [7]                              | 5-7, 6-3, 6-3                                    |
| Semifinali singolare                             | Viktoryja Azaranka [4]                           | Vera Zvonarëva [6]                               | 6-2, 6-3                                         |
| Semifinali doppio                                | Liezel Huber [2] Lisa Raymond [2]                | Gisela Dulko [3] Flavia Pennetta [3]             | 4–6, 6–3, [10–7]                                 |

## Finali

### Giorno 6
Nella finale del singolare femminile Petra Kvitová ha battuto Viktoryja Azaranka per 7-5, 4-6, 6-3. La Kvitova conclude l'anno al secondo posto del ranking WTA a soli 115 punti dalla numero 1 Caroline Wozniacki. Petra aveva iniziato l'anno da numero 34 del mondo. Per lei si è trattato del primo Masters vinto in carriera e alla prima partecipazione così come era avvenuto per Marija Šarapova nel WTA Tour Championships 2004 di Los Angeles.
| Incontri disputati nella Sinan Erdem Spor Salonu          | Incontri disputati nella Sinan Erdem Spor Salonu | Incontri disputati nella Sinan Erdem Spor Salonu | Incontri disputati nella Sinan Erdem Spor Salonu |
| Gruppo                                                    | Vincitrice                                       | Perdente                                         | Punteggio                                        |
| --------------------------------------------------------- | ------------------------------------------------ | ------------------------------------------------ | ------------------------------------------------ |
| Finale doppio                                             | Liezel Huber Lisa Raymond [2]                    | Květa Peschke Katarina Srebotnik [1]             | 6-4, 6-4                                         |
| Finale singolare 1                                        | Petra Kvitová [3]                                | Viktoryja Azaranka [4]                           | 7-5, 4-6, 6-3                                    |
| Il 1° match è iniziato alle 14:30 1 Non prima delle 17:00 |                                                  |                                                  |                                                  |

## Campioni

### Singolare
Petra Kvitová ha sconfitto in finale  Viktoryja Azaranka per 7-5, 4-6, 6-3.
- È il settimo titolo in carriera per Kvitova, il sesto nel 2011.

### Doppio
Liezel Huber /  Lisa Raymond hanno sconfitto in finale  Květa Peschke /  Katarina Srebotnik per 6-4, 6-4.